# 箭内翔太
箭内 翔太（やうち しょうた、1998年3月29日 - ）は、日本の野球選手（投手）。ゴリラクリニックベースボールに所属している。

## 来歴

### 生い立ち
東京都出身。
小学生から野球を始め、ポジションは内野手であった。東日本国際昌平高校に進学し、高校1年生で、スタメン入りを果たした。3年生の時の練習試合で、初めて投手として登板した（この試合では140km/h を越える球速を出したとされる）。
東京国際大学に進学後、突然粉砕骨折が発生し、野球ができない状態となっていたが、ケガから2か月後に登板した草野球（千葉マリンスタジアムで開催）において、149km/h の球速を記録する。これを機に野球選手を続行する一方、大学は中退となった。

### クーニンズ時代
2017年に、主に野球をジャンルとした動画を投稿するYouTuberのクーニンが運営する草野球チーム「クーニンズ」に、親友である関口裕貴(現高知FD所属)とともに入団。テレビ番組「ビートたけしのスポーツ大将」で、元NPB選手を9人連続で抑えることに挑戦する企画に「149km/hを投げる草野球投手」として出演、ウォーレン・クロマティ、松中信彦ら5人を連続で抑えるも、6人目の山﨑武司に安打を浴びた。
その後、2018年に読売ジャイアンツの入団テスト受験を検討したが、箭内は当時軟式球を投げており、硬式球になじんでいなかったことから、四国アイランドリーグplusの徳島インディゴソックスのトライアウトを受験する。同年8月、徳島インディゴソックスに練習生として入団。

### 徳島インディゴソックス時代
2018年シーズンは終了まで練習生であった。
2019年シーズンは開幕時点から契約選手となり、前半から中継ぎで起用され、同年6月29日に開催されたリーグ初のオールスター戦である「四国ILplus4球団東西対抗交流戦 」の東軍メンバーとして選出される。同年シーズンはチーム最多の37登板で3勝5敗2セーブ5ホールド、防御率3.28の成績を残した。ポストシーズンは、愛媛とのチャンピオンシップ第2戦でビハインドの7回に登板（その回で交代）したのみで、栃木ゴールデンブレーブスと対戦したグランドチャンピオンシップでは登板機会がなかった（第1戦時点では登録外、第3戦から登録された）。
シーズン終了後の11月に行われたワールドトライアウトに参加、11月7日の第2試合には野手としても出場したほか、登板した2試合はいずれも無死満塁のピンチを抑え、観客選出の優秀選手 (MIP)となった。
2020年シーズンはサイドスローからアンダースローに転向し、先発投手としても挑戦した、6月28日の愛媛マンダリンパイレーツ戦では完封完投目前で同点となる2点本塁打を浴びた。しかしその後は練習生降格と選手登録を繰り返し、最終的に9月9日に練習生に降格したのち、シーズン終了前の10月5日、任意により退団した。このシーズンは4試合の登板にとどまり、0勝1敗で防御率5.84だった。

### 徳島退団後
ゴリラクリニックベースボールの入団テストを合格し、同年11月に入団した。同年11月15日にゴリラクリニックベースボールの投手として初登板。同年12月20日の強化試合で古巣のクーニンズと対戦し、9回を投げ1安打に抑える好投を見せた。
2021年4月、ゴリラクリニックベースボールの首脳陣の提案で箭内を成長させるために箭内にチームを結成させ、監督を行うという采配を受け、5月に180名の応募者からトライアウトから21人の合格者で結成させた「ゴリクリヤウチーズ」というチームを結成。
2024年9月、天皇賜杯第79回全日本軟式野球大会ENEOSトーナメントにてゴリラクリニックベースボールのメンバーとして初優勝を達成。静岡ガスとの決勝戦で完投し、最優秀選手賞に選出された。

## 選手としての特徴
球速は軟式では最速152km/h。プライドジャパン全国大会、ZOZOマリンで最速149km/hを更新した。硬式では147km/h。変化球は主にスライダーやフォークボール等を持つ。牽制や、フィールディングが得意である。

## 詳細情報

### 独立リーグでの投手成績
出典はリーグウェブサイトからリンクされる「一球速報.com」の個人投手成績。
| 年 度     | 球 団     | 防 御 率 | 登 板 | 勝 利 | 敗 戦 | セ 丨 ブ | 完 投 | 完 封 | 無 四 球 | 投 球 回 | 打 者 | 被 安 打 | 被 本 塁 打 | 奪 三 振 | 与 四 球 | 与 死 球 | 失 点 | 自 責 点 | 暴 投 | ボ 丨 ク |
| --------- | --------- | -------- | ----- | ----- | ----- | -------- | ----- | ----- | -------- | -------- | ----- | -------- | ----------- | -------- | -------- | -------- | ----- | -------- | ----- | -------- |
| 2019      | 徳島      | 3.28     | 37    | 3     | 5     | 2        | 0     | 0     | 0        | 49.1     | 186   | 47       | 0           | 42       | 21       | 5        | 25    | 18       | 4     | 0        |
| 2020      | 徳島      | 5.84     | 4     | 0     | 1     | 0        | 0     | 0     | 0        | 12.1     | 51    | 16       | 1           | 7        | 4        | 2        | 8     | 18       | 1     | 0        |
| 通算：2年 | 通算：2年 | 3.79     | 41    | 3     | 6     | 2        | 0     | 0     | 0        | 61.2     | 237   | 63       | 1           | 49       | 25       | 7        | 33    | 26       | 5     | 0        |

### 背番号
- 2 （2018年 - 2020年）